# 山科家
山科家（日语：／ Yamashina Ke）是日本的一個公家，本姓藤原朝臣，為神別氏族，家格為羽林家，家紋為稻妻菱（／ Inazuma Bishi），家業為笙、有职故实、衣紋道，與半家高倉家是唯二以衣紋道為家業的公家。山科家來自藤原北家魚名流支流，是藤原鎌足曾孫藤原魚名的後裔，家祖為中纳言藤原家成六子中納言藤原實教。
戰國時代與安土桃山时代的山科家當主權大納言山科言繼與權中納言山科言經兩父子都是漢方醫，山科言繼的日記《言繼卿記》不單是日本重要的史料，更因其中載有山科言繼的妻子患有疟疾時的病情的病历而被服部敏良贊譽為“医学史上極為珍貴的史料”。山科家一直傳承衣紋道至今，第二十八代當主山科言泰在2018年（平成三十年）12月27日將當主之位讓予長子山科言和，成為山科家自明治维新以來首個生前讓位的當主。

## 歷史
山科家為羽林家，是藤原鎌足曾孫藤原魚名的後裔，家祖為中納言藤原家成六子中納言藤原實教，《華族類別錄》編為第四十五類。家名「山科」得自山科家位於山城國宇治郡山科（今京都府京都市山科區）的別業山科東莊。山科家的氏寺是松林院。後白河天皇寵妃高階榮子（丹後局）之子權中納言山科教成深受後白河天皇信任，並獲後白河天皇下旨出嗣藤原實教，此後又繼承母親的領地，山科家遂世代居於山科東莊，而山科家此後的當主右近衛中將山科教行亦開始以地名“山科”為家名。山科家在南北朝時代開始世袭內藏頭之職，並因而獲得管理與控制朝廷財政的權限。山科家在室町时代則與四條家共同擔任朝廷的樂所別當，其中山科家擅長笙，笙也由此成為山科家的家業之一。
山科家的領地多在戰國時代權中納言山科言國為當主時喪失，僅剩的唯一領地山科東莊更在其孫權大納言山科言繼為當主時被室町幕府奪去，山科家由此只能向供御人徵收公事錢維持其微薄的收入。山科言繼本人是當代臨床漢方醫，並通過行醫結識不少公家眾、僧侶與平民。山科言繼之子權中納言山科言經此後也在大坂行醫。三人的日記《言國卿記》、《言繼卿記》與《言經卿記》是日本重要的史料，其中《言繼卿記》中載有山科言繼的妻子患有瘧疾時的病情的病歷，服部敏良稱此記載“作為中世纪時有關瘧疾的症狀的紀錄，是醫學史上極為珍貴的史料”，而《言經卿記》則著名於其對謠曲的校訂註解。山科家在江户时代與半家高倉家共同負責準備天皇的服裝，兩家是唯二以衣紋道為家業的公家。江戶時代的山科家當主參議山科言緒、參議山科言行、權大納言山科堯言、權中納言山科賴言、權大納言山科忠言、權大納言山科言知、權大納言山科言成與右近衛權中將山科言繩的日記與其家司的相關紀錄均保存至今。山科賴言與山科忠言二人均曾任議奏，山科忠言更曾任在公家與武家之間斡旋的武家傳奏。
明治維新後，山科言繩在1884年（明治十七年）7月7日得封伯爵，為華族。1891年（明治二十四年）9月24日，山科言繩之子山科言綏因無法兌現自己發出的本票而被宣告破產，更因而在同年10月28日被父親廢嫡。山科家此後陷入經濟困難，山科家的日記也由此被售予宫内省。山科言綏雖然被父親一度廢嫡，但仍在父親去世後繼承了父親的伯爵爵位，此後山科言綏之子山科家言與山科家言之子山科言泰相繼繼承了山科家的伯爵爵位。山科家此後仍繼續傳承衣紋道。2018年（平成三十年）12月27日，已年屆93歲的第二十八代當主山科言泰在西院春日神社將當主之位讓予長子山科言和，成為山科家自明治維新以來首個生前讓位的當主，出席讓位儀式者尚有山科言和的長子山科言親。

## 分家
山科言經在1585年（天正十三年）因受勅勘而出奔，直至1599年1月3日（慶長三年十二月初七日）方獲赦免並復歸朝廷。期間，權大納言四辻公遠之子侍從山科教遠入繼山科家。在山科教遠復歸四辻家後，四辻公遠之子、山科教遠之弟高倉範遠接替兄長山科教遠入繼山科家，並更名“山科教利”。在山科言經復歸朝廷後，左近衛少將山科教利自山科家分出豬熊家，並再更名“豬熊教利”。豬熊教利是猪熊事件的主犯，因與其他公卿一同密通後陽成天皇宮中的女官而被處斬。
| 權中纳言 山科言經 | 權中纳言 山科言經 | 權中纳言 山科言經 | 權中纳言 山科言經 | 權中纳言 山科言經 | 權中纳言 山科言經 |  |  | 權大納言 四辻公遠   | 權大納言 四辻公遠 | 權大納言 四辻公遠 | 權大納言 四辻公遠 | 權大納言 四辻公遠 | 權大納言 四辻公遠 |  |  |  |  |  |  |  |  |  |  |
| 權中纳言 山科言經 | 權中纳言 山科言經 | 權中纳言 山科言經 | 權中纳言 山科言經 | 權中纳言 山科言經 | 權中纳言 山科言經 |  |  | 權大納言 四辻公遠   | 權大納言 四辻公遠 | 權大納言 四辻公遠 | 權大納言 四辻公遠 | 權大納言 四辻公遠 | 權大納言 四辻公遠 |  |  |  |  |  |  |  |  |  |  |
|                   |                   |                   |                   |                   |                   |  |  |                     |                   |                   |                   |                   |                   |  |  |  |  |  |  |  |  |  |  |
| 侍從 山科教遠     |                   |                   |                   |                   |                   |  |  |                     |                   |                   |                   |                   |                   |  |  |  |  |  |  |  |  |  |  |
|                   |                   |                   |                   |                   |                   |  |  |                     |                   |                   |                   |                   |                   |  |  |  |  |  |  |  |  |  |  |
|                   |                   |                   |                   |                   |                   |  |  |                     |                   |                   |                   |                   |                   |  |  |  |  |  |  |  |  |  |  |
|                   |                   |                   |                   |                   |                   |  |  | 左近衛少將 猪熊教利 |                   |                   |                   |                   |                   |  |  |  |  |  |  |  |  |  |  |
|                   |                   |                   |                   |                   |                   |  |  |                     |                   |                   |                   |                   |                   |  |  |  |  |  |  |  |  |  |  |
|                   |                   |                   |                   |                   |                   |  |  | 豬熊家              |                   |                   |                   |                   |                   |  |  |  |  |  |  |  |  |  |  |

山科言知次子若王子遠文於1843年4月15日（天保十四年三月十六日）落飾為聖護院若王子寺住職，山科家遂由山科言知養子、右大臣德大寺公迪次子山科言成繼承。此後，山科言成之子山科言繩三子杉溪言長又於1868年（慶應四年）落飾為興福寺妙德院住職。同年，若王子遠文與杉溪言長二人先後復飾，並分別自山科家分出若王子家與杉溪家。
| 權大納言 山科言知             | 權大納言 山科言知             | 權大納言 山科言知             | 權大納言 山科言知             | 權大納言 山科言知             | 權大納言 山科言知             |  |  | 右大臣 德大寺公迪     | 右大臣 德大寺公迪     | 右大臣 德大寺公迪     | 右大臣 德大寺公迪     | 右大臣 德大寺公迪     | 右大臣 德大寺公迪     |  |  |  |  |  |  |  |  |  |  |
| 權大納言 山科言知             | 權大納言 山科言知             | 權大納言 山科言知             | 權大納言 山科言知             | 權大納言 山科言知             | 權大納言 山科言知             |  |  | 右大臣 德大寺公迪     | 右大臣 德大寺公迪     | 右大臣 德大寺公迪     | 右大臣 德大寺公迪     | 右大臣 德大寺公迪     | 右大臣 德大寺公迪     |  |  |  |  |  |  |  |  |  |  |
|                               |                               |                               |                               |                               |                               |  |  |                       |                       |                       |                       |                       |                       |  |  |  |  |  |  |  |  |  |  |
| 聖護院若王子寺住職 若王子遠文 | 聖護院若王子寺住職 若王子遠文 | 聖護院若王子寺住職 若王子遠文 | 聖護院若王子寺住職 若王子遠文 | 聖護院若王子寺住職 若王子遠文 | 聖護院若王子寺住職 若王子遠文 |  |  | 權大納言 山科言成     | 權大納言 山科言成     | 權大納言 山科言成     | 權大納言 山科言成     | 權大納言 山科言成     | 權大納言 山科言成     |  |  |  |  |  |  |  |  |  |  |
| 聖護院若王子寺住職 若王子遠文 | 聖護院若王子寺住職 若王子遠文 | 聖護院若王子寺住職 若王子遠文 | 聖護院若王子寺住職 若王子遠文 | 聖護院若王子寺住職 若王子遠文 | 聖護院若王子寺住職 若王子遠文 |  |  | 權大納言 山科言成     | 權大納言 山科言成     | 權大納言 山科言成     | 權大納言 山科言成     | 權大納言 山科言成     | 權大納言 山科言成     |  |  |  |  |  |  |  |  |  |  |
| 若王子家                      | 若王子家                      | 若王子家                      | 若王子家                      | 若王子家                      | 若王子家                      |  |  | 右近衛權中將 山科言繩 | 右近衛權中將 山科言繩 | 右近衛權中將 山科言繩 | 右近衛權中將 山科言繩 | 右近衛權中將 山科言繩 | 右近衛權中將 山科言繩 |  |  |  |  |  |  |  |  |  |  |
| 若王子家                      | 若王子家                      | 若王子家                      | 若王子家                      | 若王子家                      | 若王子家                      |  |  | 右近衛權中將 山科言繩 | 右近衛權中將 山科言繩 | 右近衛權中將 山科言繩 | 右近衛權中將 山科言繩 | 右近衛權中將 山科言繩 | 右近衛權中將 山科言繩 |  |  |  |  |  |  |  |  |  |  |
|                               |                               |                               |                               |                               |                               |  |  |                       |                       |                       |                       |                       |                       |  |  |  |  |  |  |  |  |  |  |
| 興福寺妙德院住職 杉溪言長     |                               |                               |                               |                               |                               |  |  |                       |                       |                       |                       |                       |                       |  |  |  |  |  |  |  |  |  |  |
|                               |                               |                               |                               |                               |                               |  |  |                       |                       |                       |                       |                       |                       |  |  |  |  |  |  |  |  |  |  |
| 杉溪家                        | 杉溪家                        | 杉溪家                        | 杉溪家                        | 杉溪家                        | 杉溪家                        |  |  | 山科家                | 山科家                | 山科家                | 山科家                | 山科家                | 山科家                |  |  |  |  |  |  |  |  |  |  |

## 領地
山科家在幕末時的領地的石高為300石，而根據《舊高舊領取調帳》的記載，山科家在山城國共有兩片領地，分別位於愛宕郡一乘寺村（石高200石，今京都府京都市左京區）與乙訓郡西土川村（石高100石，今京都府向日市）。